# Nabój 5,7 × 28 mm
5,7 × 28 mm FN-P90 (SS190) (oznaczony przez C.I.P. jako 5,7 × 28) − nabój pistoletowy kalibru 5,7 mm. Nabój został opracowany w roku 1985 przez koncern FN specjalnie na potrzeby nowego pistoletu maszynowego P90 oraz pistoletu Five-seveN.
Nabój 5,7 × 28 mm ma zasięg skuteczny ok. 200 m i jest w stanie na tym dystansie przebić 48-warstwową kamizelkę kuloodporną i cel testowy CRISAT złożony z płyty tytanowej o grubości 1,6 mm oraz 20 warstw kevlaru, co ma odpowiadać kamizelce klasy IIIA.